# Menes de Bitínia
Menes (en llatí Menas, en grec antic Μηνᾶς) fou un polític de Bitínia.
El rei Prúsies II el va enviar a Roma l'any 149 aC junt amb el seu propi fill Nicomedes, per demanar al senat romà l'entrega de la resta dels diners que havia de pagar Àtal II de Pèrgam segons el tractat del 154 aC. L'enviat d'Àtal, Andrònic, va aconseguir imposar el seu punt de vista i el senat es va pronunciar contra les pretensions del rei de Bitínia.
En aquestes circumstàncies Menes tenia orde de matar a Nicomedes per donar pas en la successió del regne als fills del seu segon matrimoni, però Menes, veient la popularitat que Nicomedes tenia a Roma, no ho va voler fer i va entrar en una conspiració amb el mateix Nicomedes i Andrònic contra Prúsies II, i va aconseguir que els dos mil soldats que l'acompanyaven en la seva ambaixada, transferissin la seva lleialtat del rei al príncep.